# Peridroma subtincta
Peridroma subtincta är en fjärilsart som beskrevs av Chang. Peridroma subtincta ingår i släktet Peridroma och familjen nattflyn. Inga underarter finns listade i Catalogue of Life.